# Otshudi Lamá
Odimba Otshudi Lamá (15 gennaio 1985) è un ex calciatore mozambicano, di ruolo portiere.

## Carriera

### Club
Ha sempre giocato nel campionato di casa.

### Nazionale
Conta 2 presenze nella nazionale del suo Paese.